# Kotzen
Kotzen es un municipio situado en el distrito de Havelland, en el estado federado de Brandeburgo (Alemania), a una altitud de 30 metros. Su población a finales de 2016 era de 600 habs. y su densidad poblacional, 14 hab/km².